# Onoguren
Die Onoguren waren ein am Nordostrand des Schwarzen Meeres lebendes spätantikes Reitervolk. 
Die Onoguren (bzw. in manchen Quellen Unnuguren) werden mehrfach in spätantiken bzw. frühmittelalterlichen Quellen erwähnt, so bei Priskos, Pseudo-Zacharias (also in der erweiterten Fassung der Kirchengeschichte des Zacharias von Mytilene), Jordanes, Agathias, Menander Protektor und Theophylaktos Simokates. Auf einen früheren Zeitpunkt hindeutende Aussagen in orientalischen (wie armenischen) Quellen sind nicht vertrauenswürdig; erst mit Priskos beginnt die sichere Überlieferung hinsichtlich der Onoguren.
Ihre Herkunft sowie ihre spätere Geschichte ist in der Forschung umstritten. In mehreren Quellen werden Onoguren in enge Beziehung zu den Protobulgaren gesetzt und z. B. als Unnogur-Bulgaren bezeichnet. Besonders in späteren byzantinischen Quellen ist dies der Fall: Theophanes (AM 6171 / 678/79 n. Chr.) erwähnt im Rahmen eines Exkurses zur bulgarischen Frühgeschichte die Unnogundur-Bulgaren und in einer anderen Quelle wird berichtet, die Bulgaren hätten sich früher Onogunduren genannt. Es ist dennoch unklar, ob Onoguren Teil der Bulgaren waren oder sich Teile von ihnen nur später den Bulgaren anschlossen; zumindest wurde zwischen einzelnen Teilen der Bulgaren offenbar unterschieden. Oft werden also die Onoguren in der Forschung als Teil der Bulgaren betrachtet, teils auch umgekehrt. Hinsichtlich der Beziehung zwischen Onoguren und Bulgaren bleibt vieles unsicher. Der Terminus „Bulgaren“ wurde jedenfalls später gebraucht, um andere Gruppen zu bezeichnen, so auch die früheren Onoguren. Eine ungenaue Bezeichnung pontischer Steppenvölker ist nicht ungewöhnlich, wie die wenig präzise Verwendung der Begriffe Skythen und Hunnen in den griechisch-lateinischen Quellen zeigt.
Die Quellen zur eigentlichen Geschichte der Onoguren, die sehr wahrscheinlich ein Turkvolk waren, sind nicht sehr zahlreich. Priskos berichtet von verschiedenen Gesandtschaften einiger Steppenvölker im nördlichen Schwarzmeerraum nach Konstantinopel in den 460er Jahren. In diesem Zusammenhang werden auch die Onoguren erwähnt, die im Kampf mit den Sabiren unterlegen waren. Sie hatten ihre alten Stammsitze aufgegeben und waren an das Schwarze Meer gezogen. Für 552 wird in den Quellen von einem Einbruch der Onoguren in den Kaukasusraum berichtet, Ende der 560er Jahre werden Onoguren als Untertanen eines Herrschers der Kök-Türken im unteren Wolgaraum erwähnt. Onoguren könnte in diesem Zusammenhang auch keine ethnische, sondern eine rein organisatorische Bezeichnung sein, nämlich in Anlehnung an türkisch ogur/oguz (als Bezeichnung für „zehn Stämme“). Turxanthos, Sohn und Nachfolger des Türkenherrschers Sizabulos, brüstete sich vor einer oströmischen Gesandtschaft im Jahr 576, dass er auch über die Onoguren gebiete. Nachdem die Macht der Kök-Türken schwand, scheinen die Awaren die Oberherrschaft über die Onoguren gewonnen zu haben. Der bulgarische Herrscher Kubrat gebot anschließend wohl ebenfalls über Onoguren. Ihre spätere Geschichte kann, wie oben bereits erwähnt, nicht mehr sicher rekonstruiert werden. Zumindest größere Teile dürften aber zusammen mit den Bulgaren agiert haben.
Die deutsche Bezeichnung der Ungarn (obwohl diese nicht mit den Onoguren verwandt sind) ist vom Onogurennamen abgeleitet.